# Fort Duchesne
Fort Duchesne is een plaats (census-designated place) in de Amerikaanse staat Utah, en valt bestuurlijk gezien onder Uintah County.

## Demografie
Bij de volkstelling in 2000 werd het aantal inwoners vastgesteld op 621.

## Geografie
Volgens het United States Census Bureau beslaat de plaats een oppervlakte van
19,9 km², waarvan 18,2 km² land en 1,7 km² water. Fort Duchesne ligt op ongeveer 1545 m boven zeeniveau.

## Plaatsen in de nabije omgeving
De onderstaande figuur toont nabijgelegen plaatsen in een straal van 20 km rond Fort Duchesne.